# Beyond Here Lies Nothin'
"Beyond Here Lies Nothin'" é a faixa de abertura do álbum de estúdio de Bob Dylan em 2009, Together Through Life. O título é uma citação do antigo poeta romano Ovídio. A faixa estava disponível para download gratuito no site oficial de Dylan, de 30 a 31 de março de 2009, e uma montagem de fotos com a música estreou na Amazon em 21 de abril.
Como grande parte do trabalho mais recente de Dylan, ele produziu a música usando o pseudônimo de Jack Frost.
A música foi usada no trailer da segunda temporada de True Blood, da HBO, e foi novamente apresentada no episódio final da segunda temporada do programa, "Beyond Here Lies Nothin'". A Blue-Tongue Films criou um videoclipe para a música dirigida por Nash Edgerton, apresentando Joel Stoffer e Amanda Aardsma em uma briga conjugal extrema.
A música foi indicada ao 52.º Grammy Awards por Grammy Award para Melhor Desempenho Vocal Solo de Rock.